# Lloyd's of London

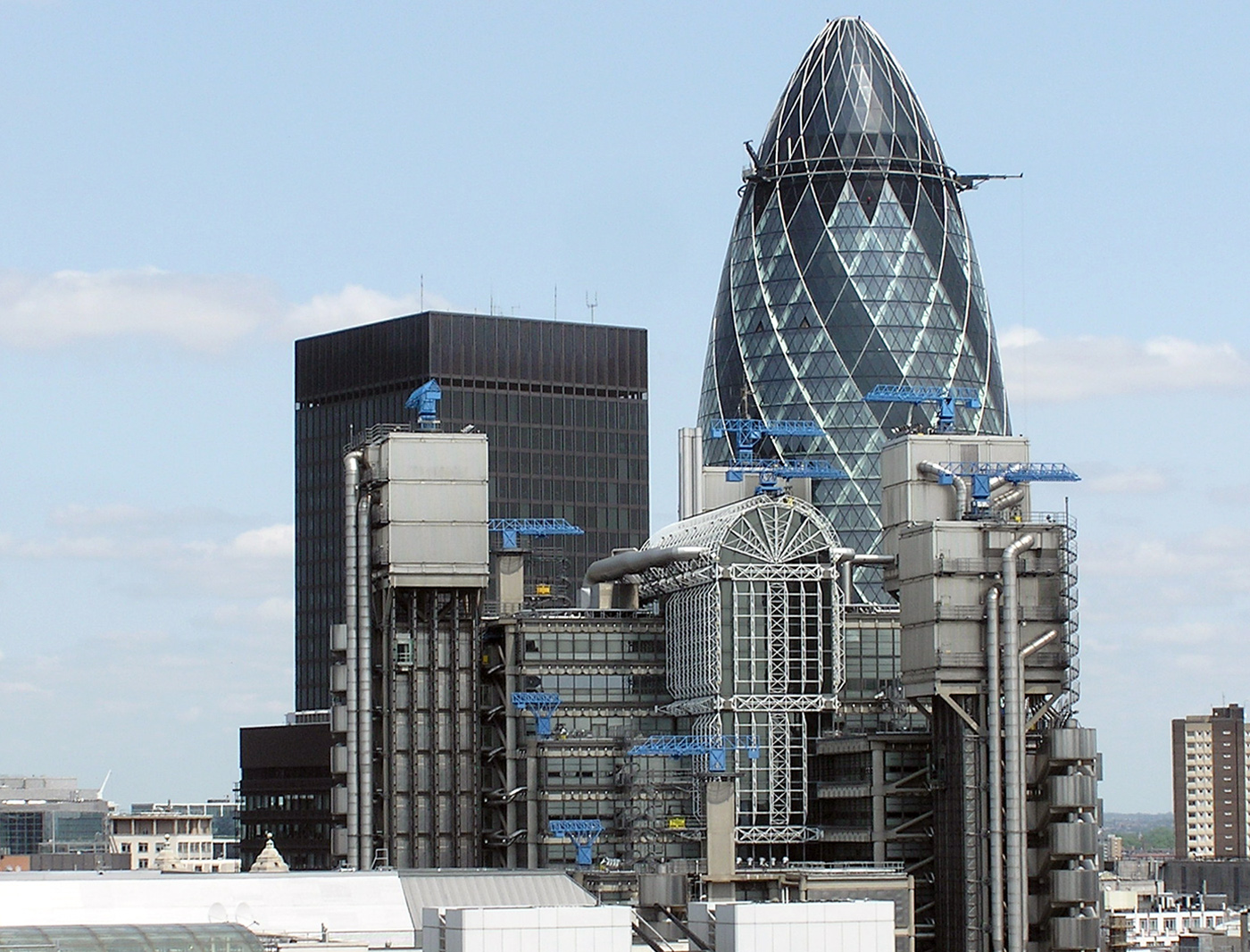
Sede do Lloyd's of London.

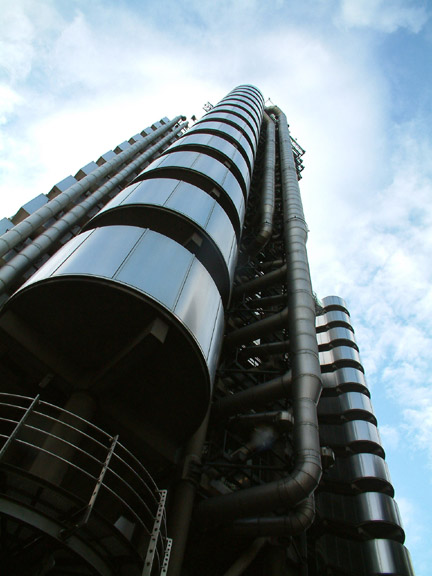
Sede do Lloyd's of London.

O Lloyd's of London é um mercado de seguro e resseguro britânico. Diferente da maioria de seus competidores no mercado de resseguro, Lloyd's of London não é uma companhia nem uma corporação. Ela funciona como um local de encontro em que vários apostadores financeiros (ou members), quer indivíduos (tradicionalmente denominados como Names) quer corporações, juntam-se para contribuir para um fundo comum e para propagar cálculo de risco. É conhecida pela sua capacidade e disposição em fornecer tipos incomuns de coberturas. Seus subscritores são conhecidos por serem destemidos nos processos de aceitação de riscos.
No Brasil, atuou em parceria com o IRB da fundação do instituto até 2008, quando instalou no Brasil um escritório próprio sob o comando do executivo Jorge Hilário Gouvêa Vieira, um dos fundadores da Comissão de Valores Mobiliários e ex-presidente do IRB.

## História
Foi fundado no final do século XVII por Edward Lloyd, proprietário de uma taberna próxima as docas, onde se reuniam os agentes de seguros marítimos da cidade. Das observações que fazia Edward criou o Lloyd News, em 1696, fazendo de seu estabelecimento um centro de atividade de seguros marítimos. Em 1734, anos depois da morte de Edward, surgiu a Lloyd List, publicação que passou a fazer parte da história da Lloyd's. 
De ponto de encontro de negociadores locais a agora Lloyd Coffee House ganhou fama e passou a abrigar, em 1727, uma sociedade batizada de Lloyd London e tornou-se a maior organização de seguros do mundo, reunindo diversos seguradores individuais. A corporação mudou-se do café na Tower Street para o edifício da Royal Exchange em 1774.
As guerra na Europa na virada do século e o aumento dos conflitos no mar fizeram crescer a procura por seguros maritimos e aumentou o número de pessoal interessadas em participar da Lloyd´s. A I Guerra Mundial também traria benefícios à Lloyd's, graças ao surgimento de grandes demandas por riscos de guerras, 80% dos quais assumidos pela mercado londrino, sob altas taxas de prêmio. A situação repitiria-se na II Guerra Mundial.
Mesmo existindo desde 1688, a Lloyd´s só ganhou uma base jurídica formal em 1871 com um ato do Parlamento inglês. Nesta época cresce a integração com outros mercados, especialmente o estadunidense e aumenta a procura por resseguros.
Até 1903 os membros da Lloyd's só seguravam riscos marítimos, quando Cuthbert Heath fundou uma seguradora para seguros não-marinhos para fugir da forte concorrência que já existia no setor. Em 1906, com o grande incêndio de São Francisco a Lloyd's teve perdas de 50 bilhões de dólares da época.
Com os novos ramos de cobertura que surgiam e o crescimento da Lloyd's exigiu adaptações. Foi necessário um aumento na capacidade de subscrição, o que fez com que novos Names surgissem. Além disso foram criadas associações de agentes que trabalhavam com os mesmos riscos. Em 1925, é criado o Central Guarantee Fund, fundo a partir do qual são pagos os sinistros assumidos pelos membros insolventes. Cada ano, os membros do Lloyd's de Londres contribuem com uma percentagem sobre o seu volume de prêmio para a formação deste fundo. Em 1928 Lloyd's se mudou para instalações especialmente construídas no Leadenhall Street.
A Lloyd´s experimentou um crescimento exepcional a partir da década de 1950. Entre 1952 e 1968, quando passou a ser permitida a associação de cidadãos de todos os países, o número de membros praticamente dobrou, o que fez necessário a construção de um novo prédio neste período.
Em 1982, o Lloyd's Act of 1982 obrigou o mercado a passar por reformulações no seu funcionamento. Esta lei criou um novo órgão, o Conselho do Lloyd's, formada inclusive por pessoas de fora do Lloyd's e com a ingerência do Banco da Inglaterra. A lei também obrigou a separação, alcançada cinco anos depois, entre corretores e agentes, que estavam a despojar-se dos interesses financeiros uns dos outros. Escândalos de fraudes ainda na década de 80 exigiriam nova intervenção estatal, que acabaram por deixando os membros da Lloyd's em minoria no Conselho. 
No final do século XX a Lloyd's quase foi a falência, com a recusa de diversos membros em honrar seus pagamentos. Para solucionar o problema foi criada em 1994 a Equita, resseguradora que assumiu as responsabilidades incorridas pela Lloyd's até 1993.
No novo milênio, os Ataques de 11 de setembro de 2001, e o período de furacões de 2004 e 2005 que atingiram o EUA causaram grandes prejuízos ao mercado segurador e afetaram os números da Lloyd's, mas não impediram que neste ano fosse registrado um lucro de 1,35 bilhões de libras.

## Curiosidades
- A Lloyd's pagou US$ 4 milhões às vítimas do Titanic.
- Em 1906, indenizou as vítimas do terremoto de San Francisco.
- Já segurou as pernas de Betty Grable em US$ 1 milhão cada.
- Já segurou a voz de Bruce Springsteen em US$ 6 milhões.
- Já segurou a morte da atriz Carrie Fisher em U$ 50 milhões, para a The Walt Disney Company.